# 丘克州

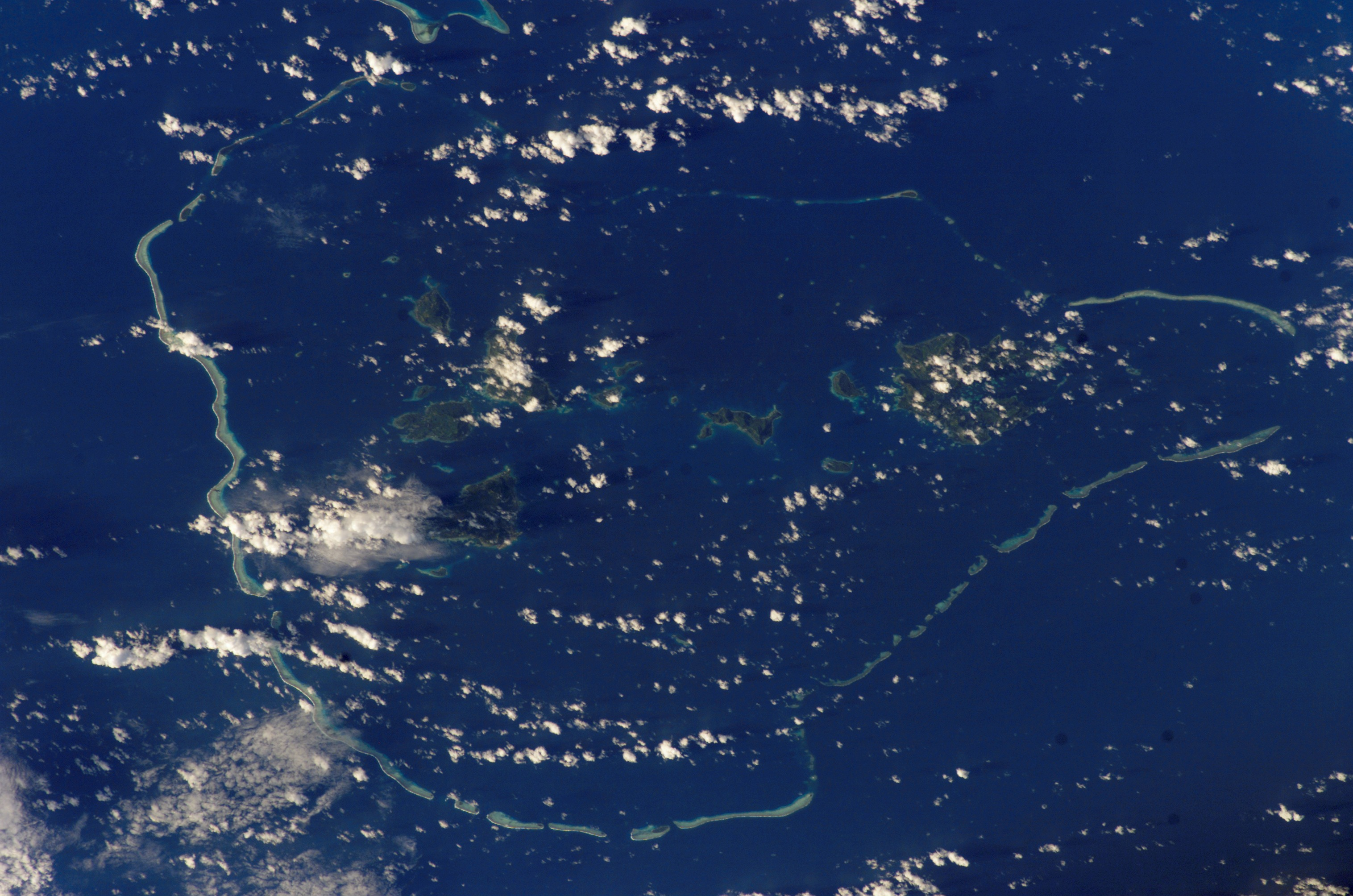
楚克群岛

楚克州（Chuuk State），又称特魯克（Truk），是密克罗尼西亚联邦四個州當中的一个。为密克罗尼西亚联邦人口最多的州。在楚克语中，楚克意为“山”。该地区原定于2019年3月5日举行独立公投，但已推迟。

## 地理
地理上，楚克州所在岛屿是加罗林群岛的一部分。該州包含如下島群：
- 楚克環礁
- 諾穆威索福群島
- 霍爾群島
- 納莫努伊托環礁
- 帕提烏群島（西群島）
- 上莫特洛克群島（東群島）
- 莫特洛克群島